# Danske medlemmer af Europa-Parlamentet 1973-1979
Danske medlemmer af Europa-Parlamentet 1973-1979. De danske medlemmer af Europa-Parlamentet blev fra Danmarks indtrædelse i EF 1. januar 1973 til det første direkte valg i 1979 valgt af Folketinget. Danmark havde 10 pladser i parlamentet. Dette er en liste over de valgte danske europa-parlementsmedlemmer i denne periode.
For grupperne i Europa-Parlamentet er brugt følgende forkortelser:
- S: Den Socialistiske Gruppe
- ED: Den Europæiske Demokratiske Gruppe
- COM: Gruppen af Kommunister og Beslægtede
- L: Den liberale og demokratiske Gruppe
- DEP: De europæiske fremskridtsdemokraters gruppe

## Valgte fra 1. januar 1973
De første danske medlemmer af Europa-Parlamentet var:
| Navn               | Dansk parti                 | Gruppe | Bemærkninger |
| ------------------ | --------------------------- | ------ | ------------ |
| Knud Bro           | Det Konservative Folkeparti | ED     |              |
| Finn Christensen   | Socialdemokratiet           | S      |              |
| Poul Dalsager      | Socialdemokratiet           | S      |              |
| Per Dich           | Socialistisk Folkeparti     |        |              |
| Per Federspiel     | Venstre                     | L      |              |
| Ove Guldberg       | Venstre                     | L      |              |
| Erhard Jakobsen    | Socialdemokratiet           | S      |              |
| Marichen Nielsen   | Socialdemokratiet           | S      |              |
| K. Helveg Petersen | Det Radikale Venstre        | L      |              |
| Knud Thomsen       | Det Konservative Folkeparti | ED     |              |

## Valgte fra 18. december 1973
Efter folketingsvalget 1973 valgte Folketinget disse medlemmer af Europa-Parlamentet med tiltrædelse 18. december:
| Navn                     | Dansk parti                 | Gruppe    | Bemærkninger                                                          |
| ------------------------ | --------------------------- | --------- | --------------------------------------------------------------------- |
| Kristian Albertsen       | Socialdemokratiet           | S         | Indtrådte 24. januar 1974 som afløser for Karl Johan Mortensen        |
| Poul Nyboe Andersen      | Venstre                     | L         | Udtrådte 19. december 1973 og blev afløst af Ivar Nørgaard            |
| Poul Dalsager            | Socialdemokratiet           | S         |                                                                       |
| Ove Guldberg             | Venstre                     | L         | Udtrådte 19. december 1973 og blev afløst af Jørgen Brøndlund Nielsen |
| Erhard Jakobsen          | Centrum-Demokraterne        | ?         |                                                                       |
| Jens Maigaard            | Socialistisk Folkeparti     |           |                                                                       |
| Karl Johan Mortensen     | Socialdemokratiet           | S         | Udtrådte 24. januar 1974 og blev afløst Kristian Albertsen            |
| Jørgen Brøndlund Nielsen | Venstre                     | L         | Indtrådte 19. december 1973 som afløser for Ove Guldberg              |
| Knud Nielsen             | Socialdemokratiet           | S         |                                                                       |
| Ivar Nørgaard            | Socialdemokratiet           | S         | Indtrådte 19. december 1973 som afløser for Poul Nyboe Andersen       |
| Kai Nyborg               | Fremskridtspartiet          | Løsgænger |                                                                       |
| K. Helveg Petersen       | Det Radikale Venstre        | L         |                                                                       |
| Knud Thomsen             | Det Konservative Folkeparti | ED        |                                                                       |

## Valgte fra 30. oktober 1974
For folketingsåret 1974-75 valgte Folketinget disse medlemmer af Europa-Parlamentet med tiltrædelse 30. oktober 1974:
| Navn                     | Dansk parti                 | Gruppe                             | Bemærkninger                                                                                         |
| ------------------------ | --------------------------- | ---------------------------------- | --- |
| Kristian Albertsen       | Socialdemokratiet           | S                                  | |
| Ole Espersen             | Socialdemokratiet           | S                                  | |
| Ove Guldberg             | Venstre                     | L                                  | Indtrådte 21. februar 1975 som afløser for Ivar Nørgaard                                             |
| Erhard Jakobsen          | Centrum-Demokraterne        | ?                                  | |
| Jens Maigaard            | Socialistisk Folkeparti     |                                    | |
| Jørgen Brøndlund Nielsen | Venstre                     | L                                  | |
| Knud Nielsen             | Socialdemokratiet           | S                                  | |
| Ivar Nørgaard            | Socialdemokratiet           | S                                  | Udtrådt 21. februar 1975 efter udnævnelse til minister for udenrigsøkonomi og afløst af Ove Guldberg |
| Kai Nyborg               | Fremskridtspartiet          | Løsgænger DEP fra 9. december 1974 | |
| K. Helveg Petersen       | Det Radikale Venstre        | L                                  | |
| Knud Thomsen             | Det Konservative Folkeparti | ED                                 | |

## Valgte fra  7. juli 1975
Efter folketingsvalget 1975 valgte det nye Folketing 20. juni 1975 disse medlemmer af Europa-Parlamentet med virkning fra 7. juli 1975:
| Navn                     | Dansk parti             | Gruppe | Bemærkninger                                                   |
| ------------------------ | ----------------------- | ------ | -------------------------------------------------------------- |
| Kristian Albertsen       | Socialdemokratiet       | S      | Udtrådte 11. november 1976 og blev afløst af Ove Hansen        |
| Ole Espersen             | Socialdemokratiet       | S      | Udtrådte 1. maj 1977 og blev afløst af Erik Holst              |
| Ove Guldberg             | Venstre                 | L      |                                                                |
| Ove Hansen               | Socialdemokratiet       | S      | Indtrådte 11. november 1976 som afløser for Kristian Albertsen |
| Erik Holst               | Socialdemokratiet       | S      | Indtrådte 1. maj 1977 som afløser for Ole Espersen             |
| Erhard Jakobsen          | Centrum-Demokraterne    | ?      |                                                                |
| Niels Anker Kofoed       | Venstre                 | L      |                                                                |
| Edele Kruchow            | Det Radikale Venstre    | L      |                                                                |
| Jens Maigaard            | Socialistisk Folkeparti |        |                                                                |
| Jørgen Brøndlund Nielsen | Venstre                 | L      |                                                                |
| Knud Nielsen             | Socialdemokratiet       | S      |                                                                |
| Kai Nyborg               | Fremskridtspartiet      | DEP    |                                                                |

## Valgte fra 15. august 1977
3. juni 1977 valgte Folketinget disse medlemmer af Europa-Parlamentet med virkning fra 15. august 1977:
| Navn                     | Dansk parti                 | Gruppe    | Bemærkninger |
| ------------------------ | --------------------------- | --------- | --- |
| Erik Andersen            | Socialdemokratiet           | S         | |
| Ib Christensen           | Retsforbundet               | Løsgænger | Indtrådte 1. april 1978 som afløser for Uwe Jensen Udtrådte 16. august 1978 og blev afløst af Børge Halvgaard Indtrådte 17. februar 1979 som afløser for Børge Halvgaard |
| Karen Dahlerup           | Socialdemokratiet           | S         | |
| Erling Dinesen           | Socialdemokratiet           | S         | |
| Børge Halvgaard          | Fremskridtspartiet          | Løsgænger | Indtrådte 16. august 1978 som afløser for Ib Christensen Udtrådte 17. februar 1979 og blev afløst Ib Christensen                                                         |
| Erik Holst               | Socialdemokratiet           | S         | |
| Erhard Jakobsen          | Centrum-Demokraterne        | ?         | |
| Uwe Jensen               | Fremskridtspartiet          |           | Udtrådte 1. april 1978 og blev afløst af Ib Christensen |
| Niels Anker Kofoed       | Venstre                     | L         | Udtrådte 2. september 1978 og blev afløst af Jørgen Brøndlund Nielsen |
| Jørgen Brøndlund Nielsen | Venstre                     | L         | Indtrådte 2. september 1978 som afløser for Niels Anker Kofoed |
| Kai Nyborg               | Fremskridtspartiet          | DEP       | |
| Gert Petersen            | Socialistisk Folkeparti     | COM       | |
| Ib Stetter               | Det Konservative Folkeparti | ED        | |